# 載人龍飛船示範1號
載人龍飛船示範1號（正式名稱為SpaceX Demo-1和Crew Demo-1）是龍飛船2號的首次軌道測試。 首次太空飛行是一項無人飛行任務，於2019年3月2日世界標準時間07:49或美國東部標準時間02:49發射，並於3月3日到達國際空間站，發射後僅過了24小時 。 該任務在2019年3月8日世界標準時間13:45或美國東部標準時間08:45成功溅落後結束。
在2019年4月20日的另一項測試中，當在著陸區1發射SuperDraco發動機時，Crew Demo-1上使用的膠囊意外被破壞。

## 圖集

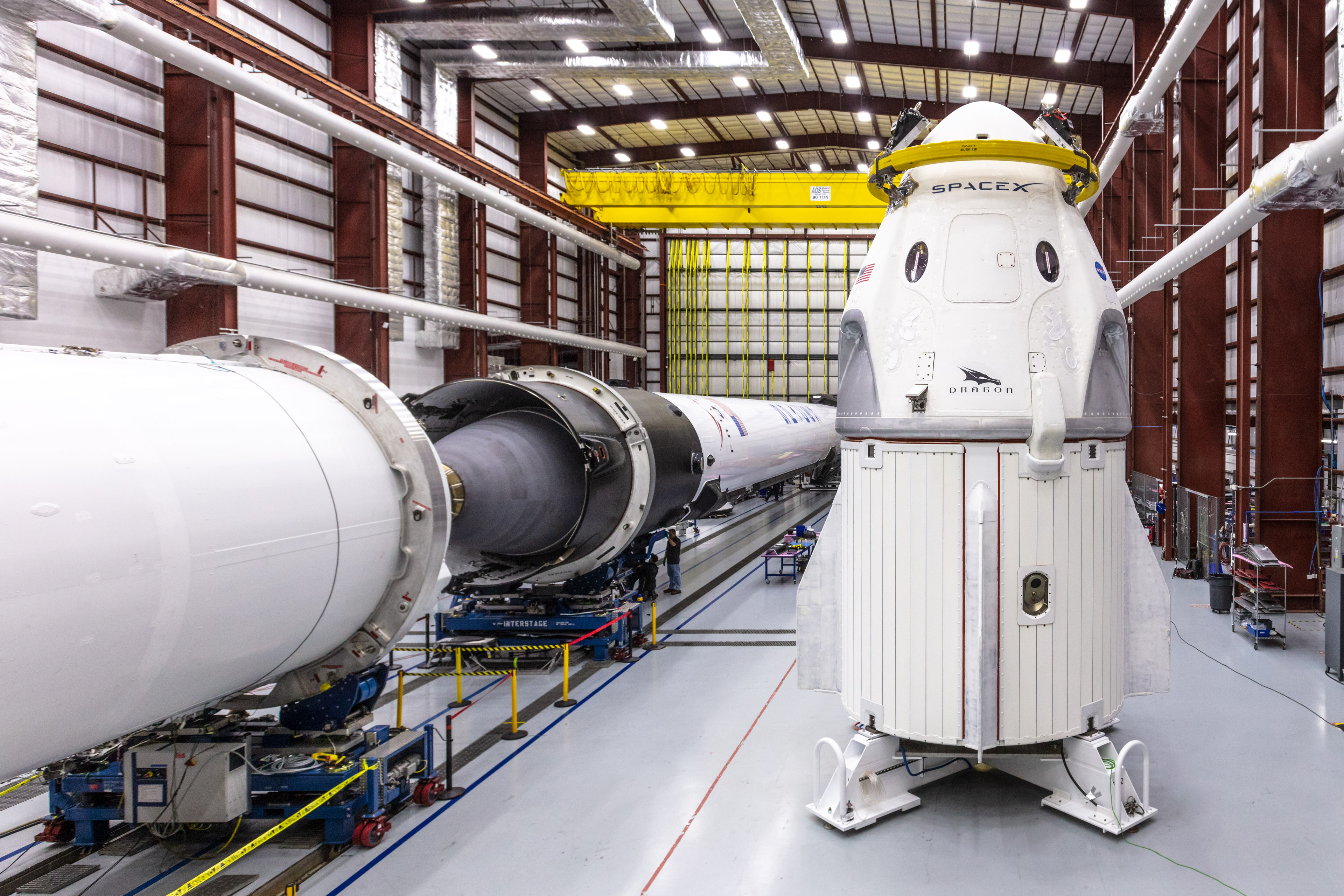
SpaceX的LC-39A水平集成設施中的Dragon 2座艙。
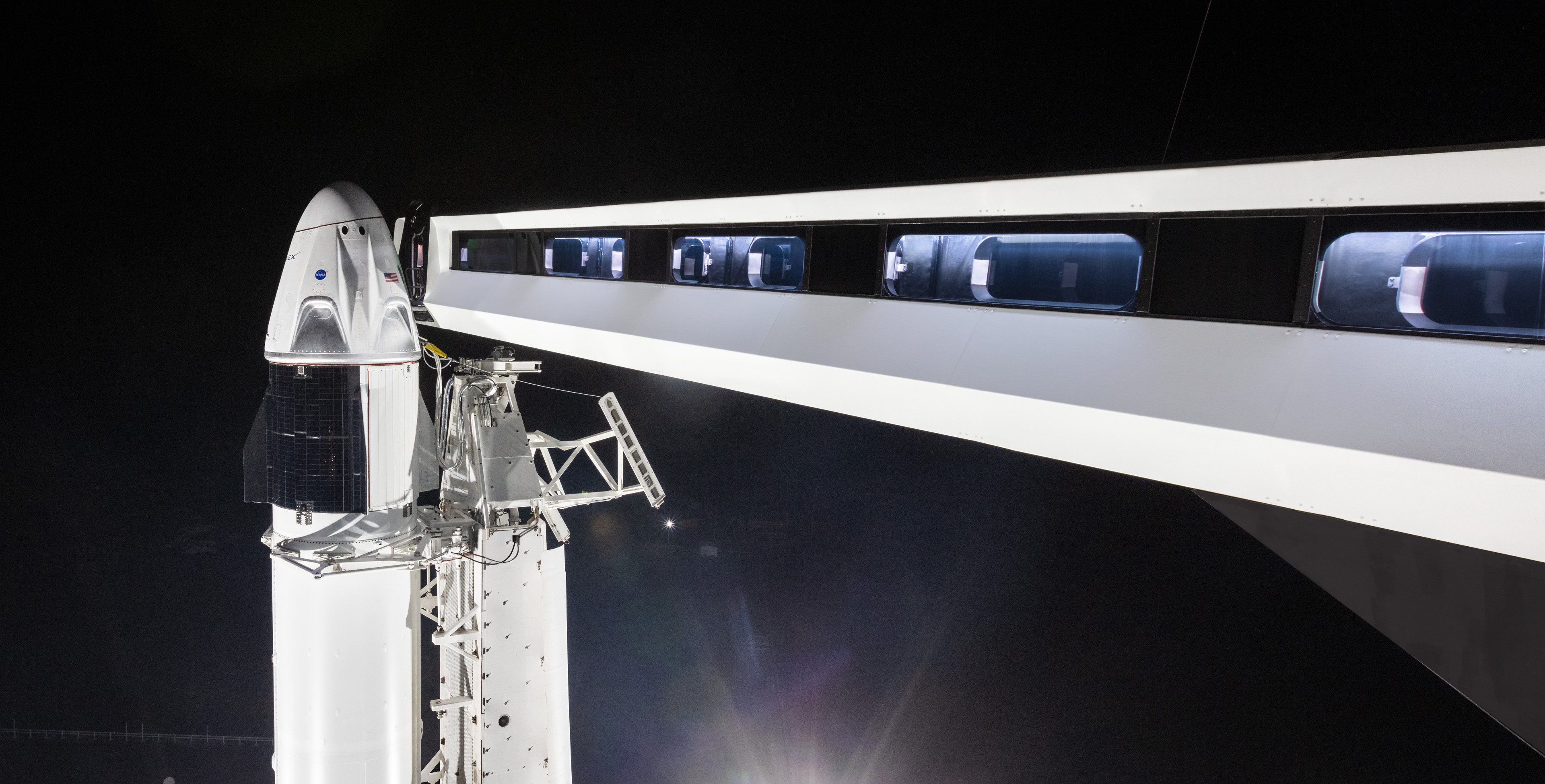
Dragon 2太空艙安裝在發射板上的獵鷹9號上，舷梯臂從發射塔延伸至太空艙。
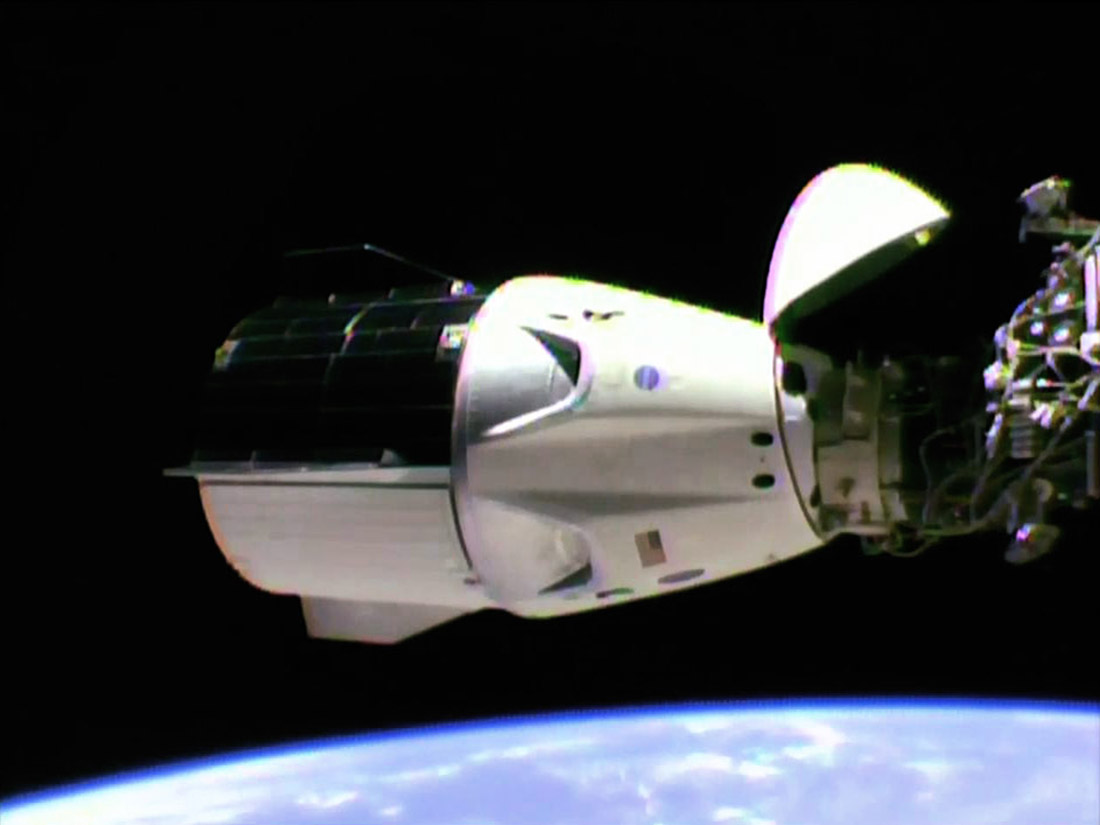
Dragon 2與國際太空站對接。
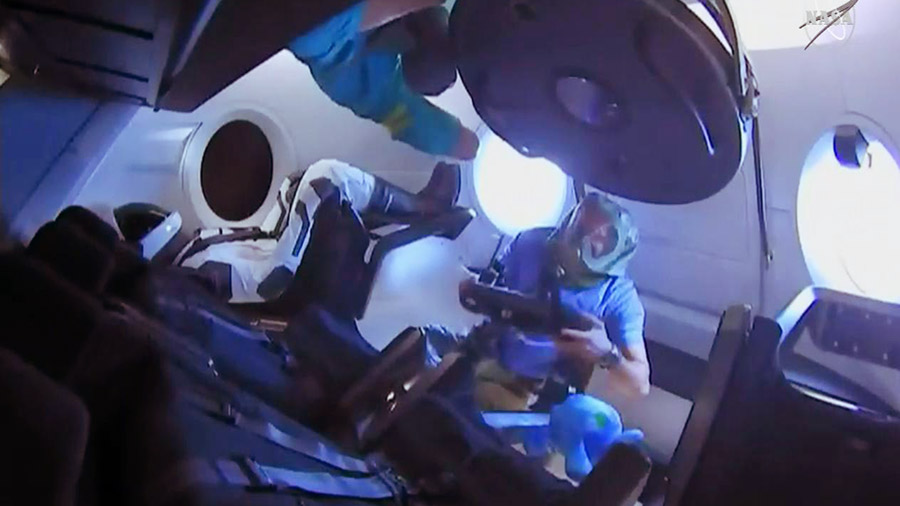
遠征者58（英语：Expedition 58）的成員首次進入了Dragon 2。 他們戴著防護裝備，以避免呼吸可能在發射過程中晃動的顆粒物。
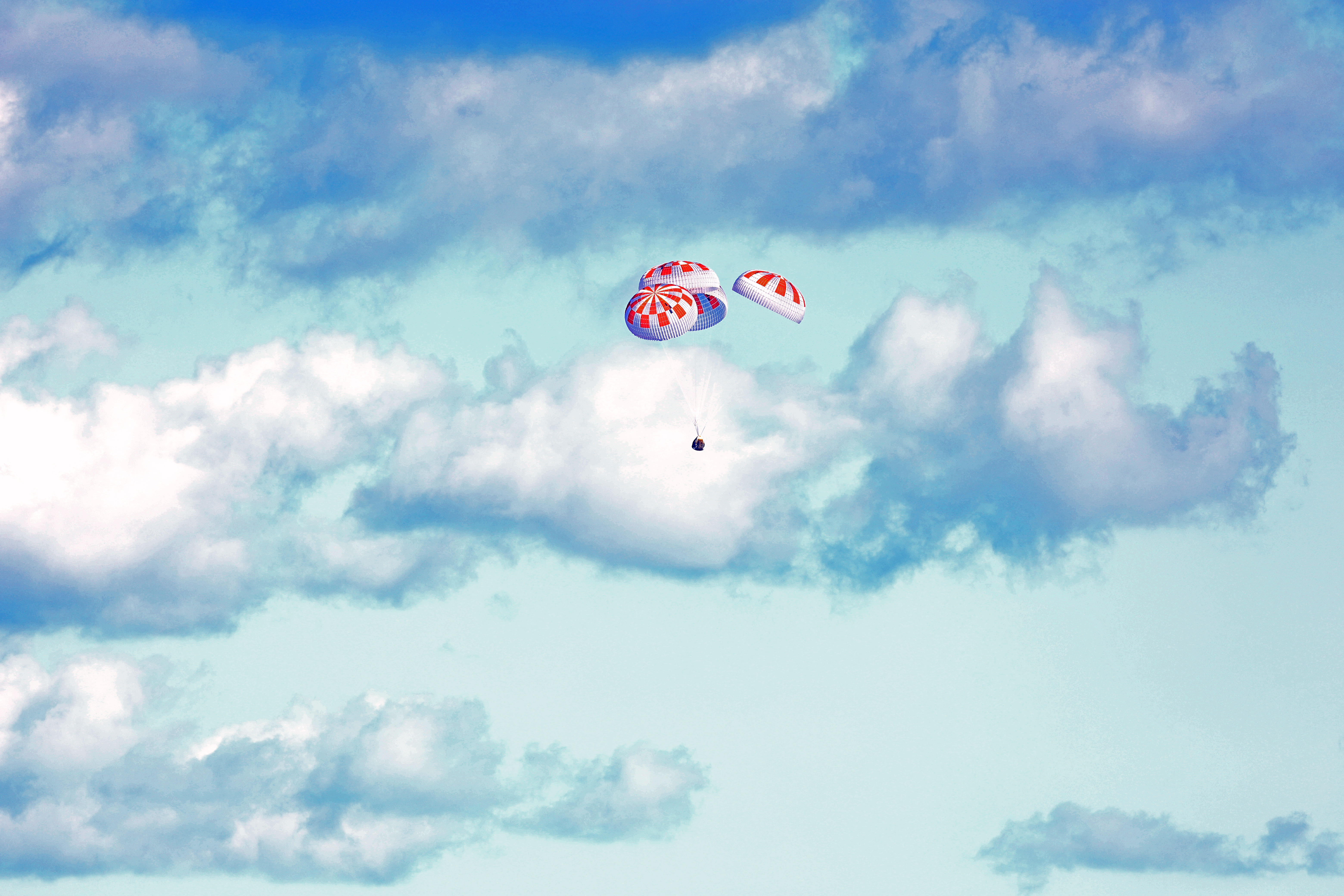
Dragon 2太空艙降落在大西洋上。